# Vítězný sloup

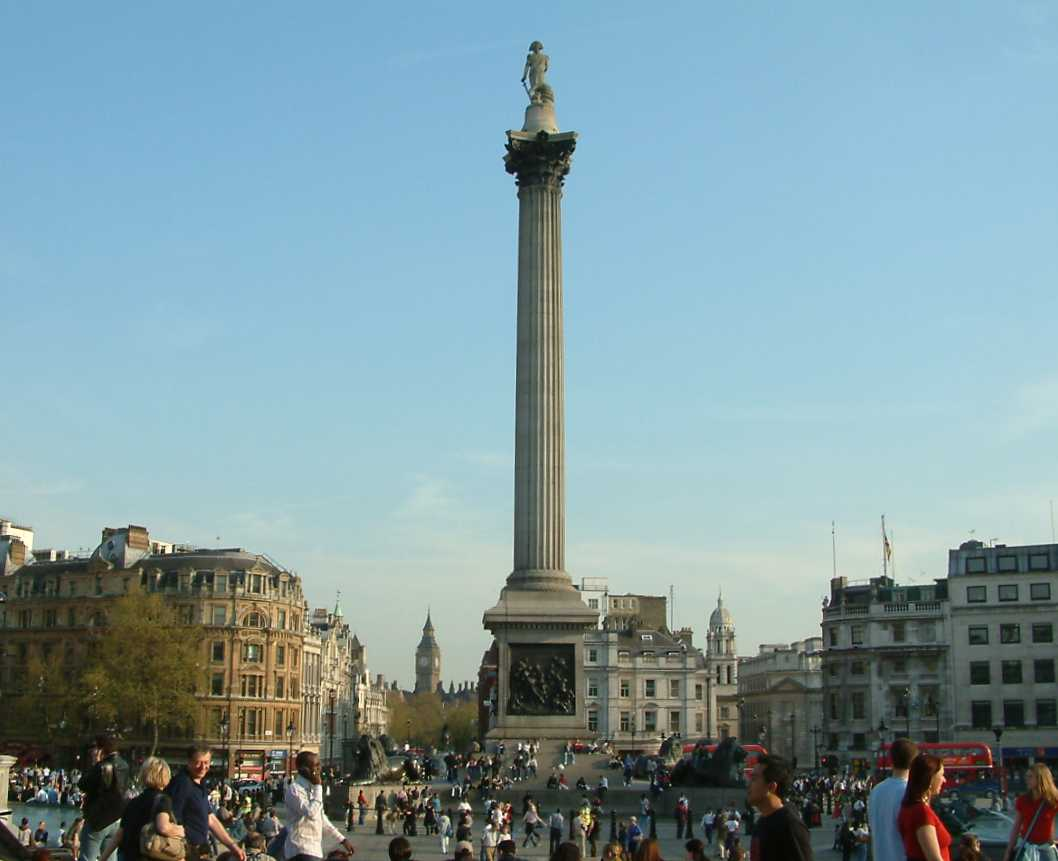
Nelsonův sloup v Londýně

Vítězný sloup je pomník v podobě sloupu, vztyčený na připomínku vítězné války, nebo bitvy. Stojí na základně a je korunován sochou, která symbolizuje vítězství (např. bohyní vítězství Niké, ve Spojeném království Británií, v Německu Germánií). Mezi vítězné sloupy patří:
- Trajánův sloup
- Justiniánův sloup
- Nelsonův sloup
- Alexandrův sloup
- Vítězný sloup v Berlíně
- Vítězný sloup v Norimberku